# Michael Irani
Michael Irani (* 6. Oktober 1982 in Jönköping) ist ein ehemaliger schwedischer Eishockeyspieler.

## Karriere
Michael Irani begann seine Karriere als Eishockeyspieler in seiner Heimatstadt in der Nachwuchsabteilung des HV71 Jönköping, für dessen Profimannschaft er in der Saison 2000/01 sein Debüt in der Elitserien gab. Dabei blieb der Verteidiger in drei Spielen punkt- und straflos. Anschließend verbrachte der Verteidiger je eine Spielzeit in der zweitklassigen HockeyAllsvenskan bei Gislaveds SK und AIK Solna. 
Von 2003 bis 2007 spielte Irani bei seinem ersten Engagement im Ausland für die ASG Angers in der französischen Ligue Magnus und gewann mit seiner Mannschaft 2007 die Coupe de France, den französischen Pokalwettbewerb. Daraufhin stand er drei Jahre lang für den Nybro Vikings IF auf dem Eis, mit dem er nach zwei Jahren in der HockeyAllsvenskan in die drittklassige Division 1 abstieg. In der Saison 2010/11 spielte der ehemalige schwedische Junioren-Nationalspieler wieder für Angers in der Ligue Magnus. Anschließend beendete er bereits im Alter von 28 Jahren seine Karriere.    

### International
Für Schweden nahm Irani an der U18-Junioren-Weltmeisterschaft 2000 teil, bei der er mit seiner Mannschaft den dritten Platz belegte.

## Erfolge und Auszeichnungen
- 2000 Bronzemedaille bei der U18-Junioren-Weltmeisterschaft
- 2007 Coupe-de-France-Gewinn mit der ASG Angers